# Teorie podkovy

Zastánci teorie podkovy tvrdí, že krajní levice a krajní pravice mají blíže spíše k sobě než k politickému středu.

Teorie podkovy je politologický konstrukt popisující politické spektrum v tom smyslu, že extrémní strany pravice a levice jsou v ní přiblíženy k sobě. Spektrum tak získává místo klasického lineárního tvaru, tvar koňské podkovy. 
Za tvůrce této myšlenky je považován francouzský filosof Jean-Pierre Faye. Její zastánci poukazují na řadu podobností mezi krajní levicí a krajní pravicí, včetně jejich údajného sklonu tíhnout k autoritářství či totalitarismu. Řada politologů však tuto teorii kritizuje.

## Původ
Metafora podkovy se používala již za Výmarské republiky k popisu ideologie Strasserovy Černé fronty.
Pozdější použití tohoto termínu v politické teorii se objevuje v knize Jeana-Pierra Faye Le Siècle des idéologies (Století ideologie) z roku 2002. Faye ve své knize pojednával o tom, jak totalitní režimy používají ideologie, které mají kořeny ve filozofii. Konkrétně pak odkazoval na Hitlera, Nietzscheho, Stalina a Marxe.
Jiní tuto teorii připisují americkým sociologům Seymouru Martinu Lipsetovi a Danielu Bellovi a také pluralistické škole. Protože je tato teorie populární i v Německu, uvádí se, že spoluautorem této teorie je německý politolog Eckhard Jesse.

## Moderní použití
Americký republikánský politik a politolog Jeff Taylor ve své knize z roku 2006 napsal: „Možná by bylo užitečnější uvažovat o levici a pravici jako o dvou složkách populismu, přičemž elitářství se nachází ve středu. Politické spektrum je sice lineární, ale není to přímka. Má tvar podkovy.“ V témže roce byl tento termín použit při diskusi o obnoveném nepřátelství vůči Židům a novém antisemitismu ze strany krajní levice i krajní pravice.

Josef Joffe, hostující pracovník konzervativního think tanku Hoover Institution, v roce 2008 ve své eseji napsal:
Přežije globalizace chmurné období? Plíživá vzpoura proti globalizaci ve skutečnosti předcházela krachu v roce 2008. Všude na Západě začal populismus v polovině desetiletí ukazovat svou rozzlobenou tvář. Nejdramatičtějšími případy byly Německo a Rakousko, kde populistické strany zabodovaly s poselstvím izolacionismu, protekcionismu a přerozdělování. V Německu to byl levicový populismus („Die Linke“), v Rakousku to byla skupina pravicových stran, které ve volbách v roce 2008 získaly téměř 30 %. Levice a pravice společně opět ilustrovaly teorii „podkovy“ moderní politiky: Jak se železo ohýbá dozadu, oba extrémy se téměř dotýkají.
V roce 2015 se reformní muslim Maajid Nawaz odvolával na teorii podkovy, když litoval společné tendence krajní levice a krajní pravice k sestavování a zveřejňování „seznamů politických nepřátel“ a dodal:
Jak zdůrazňuje teorie politické podkovy připisovaná Jeanu-Pierru Fayeovi, pokud se vydáme dostatečně daleko doleva, narazíme na stejnou posměvačnou, hnusnou a bezohlednou taktiku, jakou používá krajní pravice. Oba extrémy politického spektra se nakonec setkávají jako podkova na vrcholu, což podle mého názoru symbolizuje totalitní kontrolu shora. Ve své snaze o ideologickou čistotu měli Stalin a Hitler více společného, než by si moderní neonacisté a krajně levicoví agitátoři chtěli připustit.
V roce 2018 napsal Kyrylo Tkačenko pro Eurozine článek s názvem „Jak pravicová je levice?“ o tom, že krajní levice a krajní pravice na Ukrajině mají v poslední době společnou věc:
Snaha o společný politický program je trendem, který lze pozorovat na obou krajích politického spektra. Ačkoli se tento jev projevuje především obsahovým překrýváním, domnívám se, že existují dobré důvody, proč jej označovat jako rudohnědé spojenectví. Její společné rysy vycházejí ze sdíleného antiliberálního resentimentu. Mezi krajní levicí a krajní pravicí samozřejmě zůstávají hmatatelné rozdíly. Neměli bychom však podceňovat nebezpečí, které již nyní představují tyto levo-pravé průsečíky, stejně jako to, co bychom mohli ztratit, kdyby se odpor vyvolaný resentimentem stal hlavním proudem.
V Česku byla teorie podkovy v roce 2018 využita v bakalářské práci pro analýzu vztahu KSČM a SPR–RSČ, která naznačila i shodu, bude-li za představitele krajní pravice považována SPD.

## Kritika
Teorii podkovy kritizují lidé z obou částí politického spektra, kteří se brání tomu, aby byli zařazeni do skupiny s těmi, které považují za své protipóly.[zdroj?] Tuto teorii také kritizuje řada politologů, mimo jiné proto, že ji vnímají jako přílišné zjednodušení politických ideologií a ignoraci zásadních rozdílů mezi nimi.

Simon Choat, vyučující politické teorie na Kingstonské univerzitě, kritizuje teorii podkovy z levicového hlediska. Tvrdí, že krajně levicové a krajně pravicové ideologie mají společné pouze to, že obě vystupují proti liberálně demokratickému statu quo; obě strany však k tomu mají zcela odlišné důvody a cíle. Jako příklad Choat zmiňuje problematiku globalizace; jak krajní levice, tak krajní pravice útočí na neoliberální globalizaci a její elity, mají však protichůdné názory na to, kdo jsou tyto elity, a protichůdné důvody, proč na ně útočí. Uvádí:
Pro levici je problémem globalizace to, že dala volnou ruku kapitálu a upevnila ekonomickou a politickou nerovnost. Řešením je proto omezit kapitál a/nebo umožnit lidem stejnou svobodu pohybu, jakou má v současnosti kapitál, zboží a služby. Chtějí alternativní globalizaci. Pro pravici je problémem globalizace to, že rozkládá údajně tradiční a homogenní kulturní a etnická společenství – jejich řešením je proto zvrátit globalizaci, chránit národní kapitál a dále omezovat pohyb lidí.
Choat také tvrdí, že ačkoli zastánci teorie podkovy mohou uvádět příklady údajné historie tajných dohod mezi fašisty a komunisty, krajní levičáci obvykle vystupují proti vzestupu krajně pravicových nebo fašistických režimů ve svých zemích. Namísto toho tvrdí, že to byli centristé, kdo podporoval krajně pravicové a fašistické režimy, kterým dávali přednost u moci před socialistickými.
Teorii podkovy odmítá také francouzská politoložka Nonna Mayer, která ve svém výzkumu francouzských voličů v prezidentských volbách v roce 2007 ukazuje, že zastánci obou krajních pólů politického spektra mají ve většině společenských témat naprosto protichůdné postoje. Zatímco krajně pravicoví voliči kladou v souladu s konvenční politologickou teorií důraz na vymáhání společenských a ekonomických hierarchií a ochranu před subjektivně vnímaným nebezpečím, hodnotou současné krajní levice je zejména široce pojímaná solidarita společně s důrazem na sociální spravedlnost.